# Rosice (district de Brno-Campagne)
Pour les articles homonymes, voir Rosice.
Rosice (en allemand : Rossitz) est une ville du district de Brno-Campagne, dans la région de Moravie-du-Sud, en République tchèque. Sa population s'élevait à 6 738 habitants en 2024.

## Géographie
Rosice se trouve à 16 km à l'ouest de Brno et à 173 km au sud-est de Prague.
La commune est limitée par Říčany au nord, par Ostrovačice au nord-est, par Omice et Tetčice à l'est, par Kratochvilka au sud, et par Babice u Rosic, Zastávka, Příbram na Moravě et Litostrov à l'ouest.

## Histoire
La première mention de Rosice se trouve dans un document de 1259, où sont mentionnés les propriétaires du château de Bohus et Hartman Rosic. Aux XIVe et XVe siècles appartenait au genre Hecht Rosice Rosic de la crête oblique ornée brochet argent flottant sur un fond rouge. Ils parlaient de-disant armes, parce que «Hecht» est le brochet allemand. Rosice a progressivement évolué vers une municipalité et en 1907 l'empereur François-Joseph a déclaré une ville et de recevoir emblème de la ville, qui a inspiré les armoiries originales de Hecht.

## Population
Recensements (*) ou estimations de la population :
| 1869* | 1880* | 1890* | 1900* | 1910* | 1921* |
| ----- | ----- | ----- | ----- | ----- | ----- |
| 3 676 | 3 058 | 3 055 | 3 398 | 3 817 | 4 109 |

| 1930* | 1950* | 1961* | 1970* | 1980* | 1991* |
| ----- | ----- | ----- | ----- | ----- | ----- |
| 4 984 | 4 634 | 4 819 | 4 396 | 4 978 | 4 985 |

| 2001* | 2011* | 2015  | 2016  | 2017  | 2018  |
| ----- | ----- | ----- | ----- | ----- | ----- |
| 5 296 | 5 574 | 5 895 | 5 973 | 6 053 | 6 144 |

| 2019  | 2020  | 2021  | 2022  | 2023  | 2024  |
| ----- | ----- | ----- | ----- | ----- | ----- |
| 6 237 | 6 291 | 6 368 | 6 466 | 6 656 | 6 738 |

## Galerie

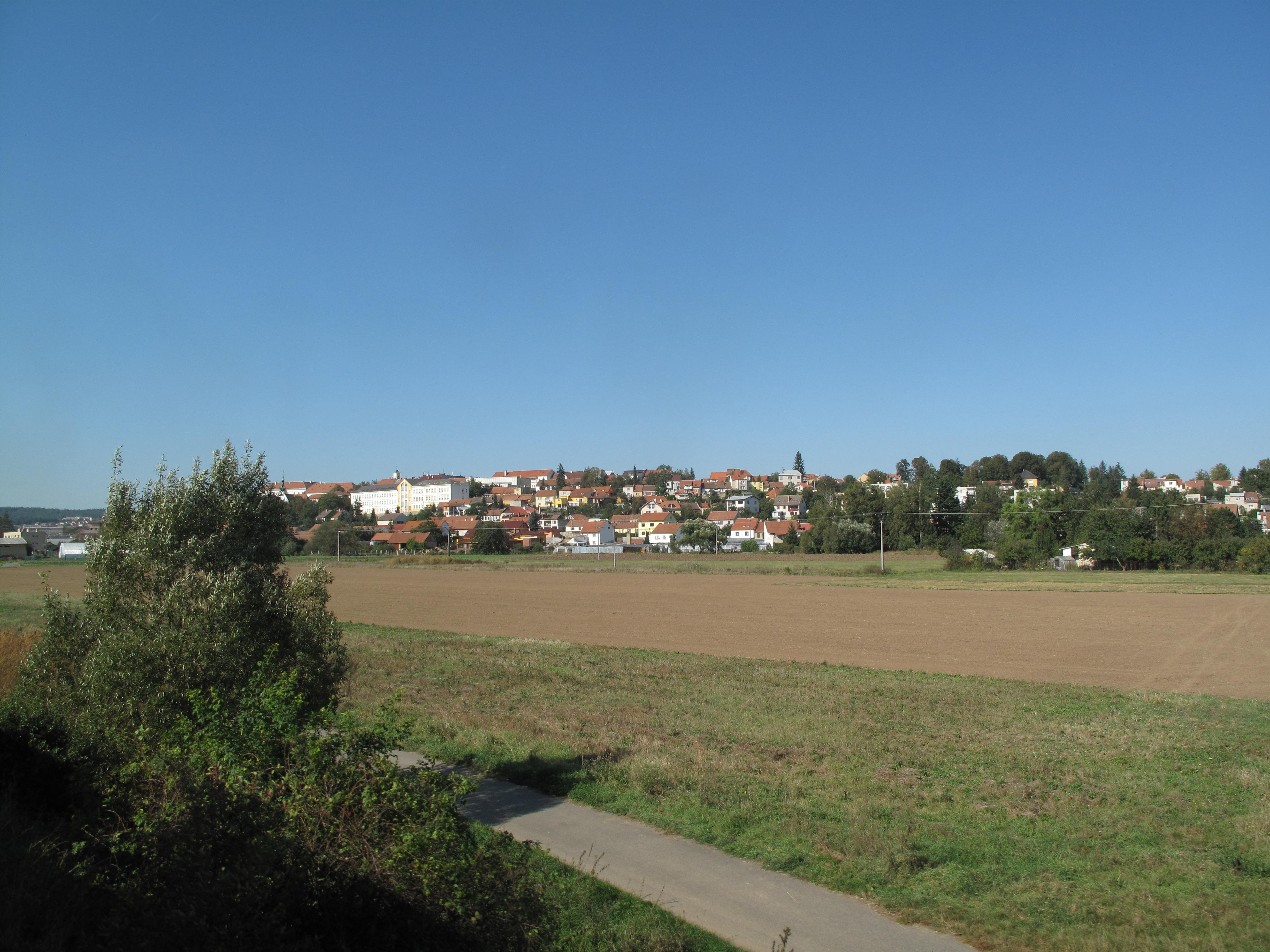
Vue du sud-est
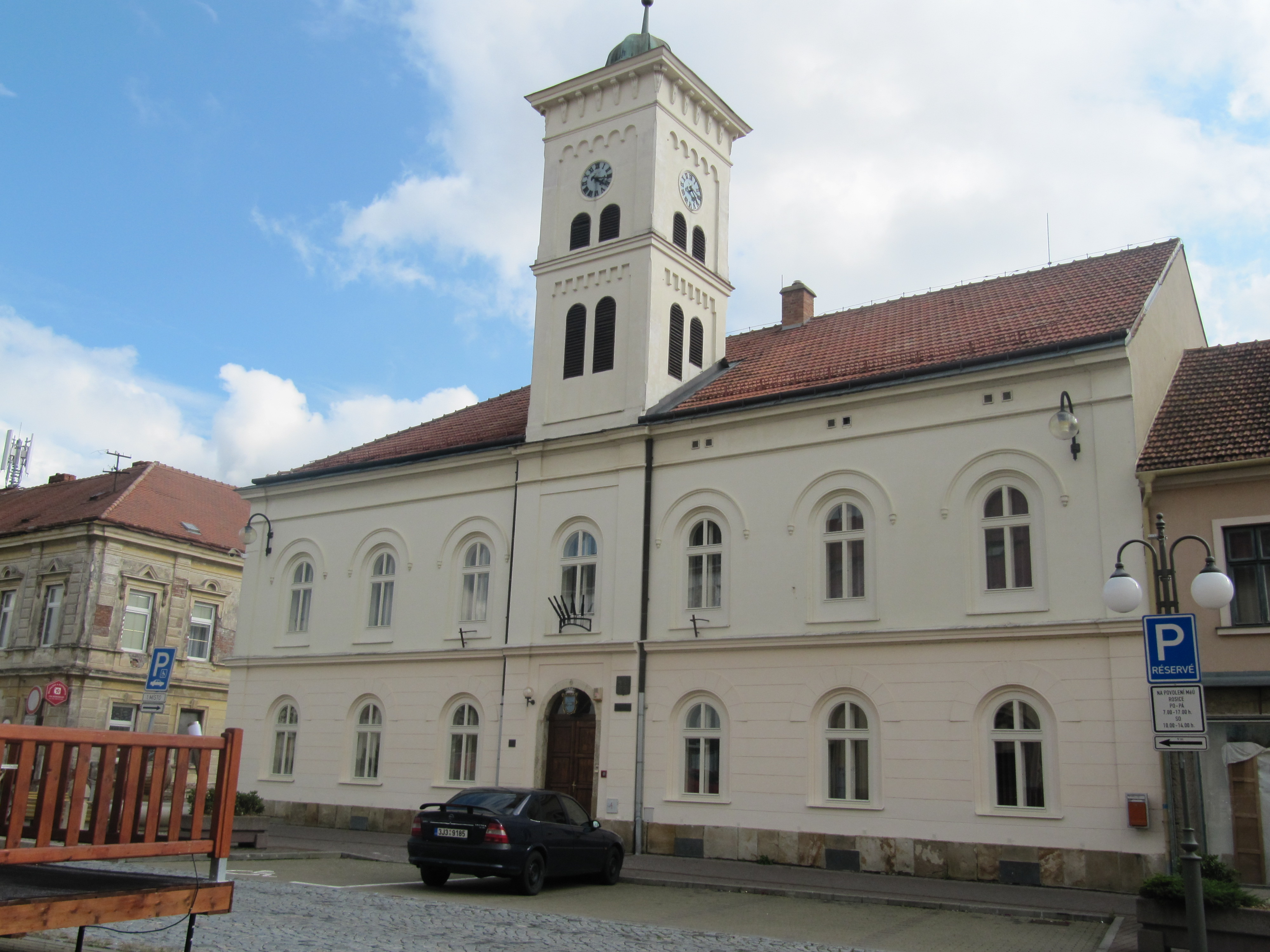
L'hôtel de ville
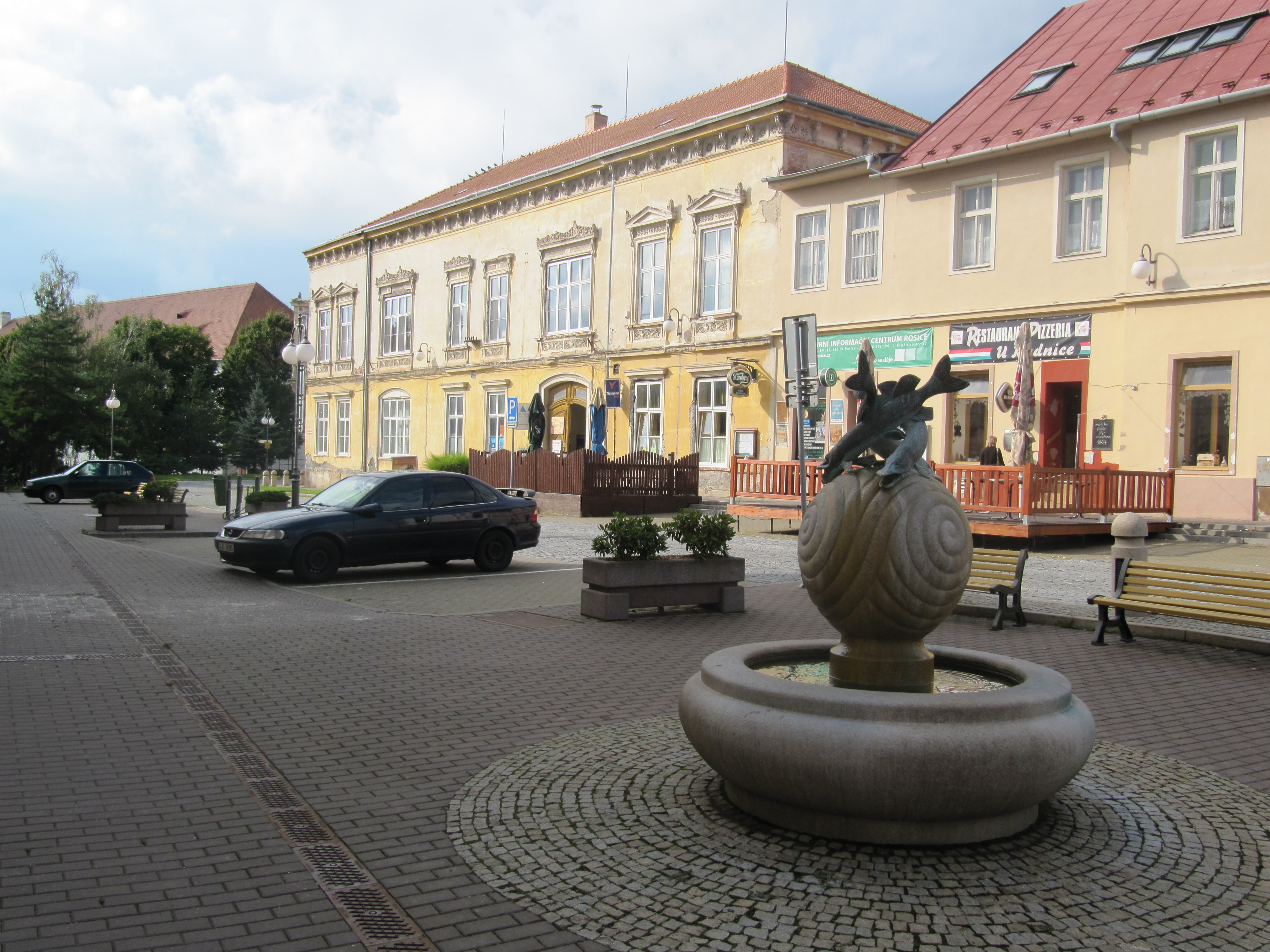
La fontaine devant l'hôtel de ville et le Palais Rahnův
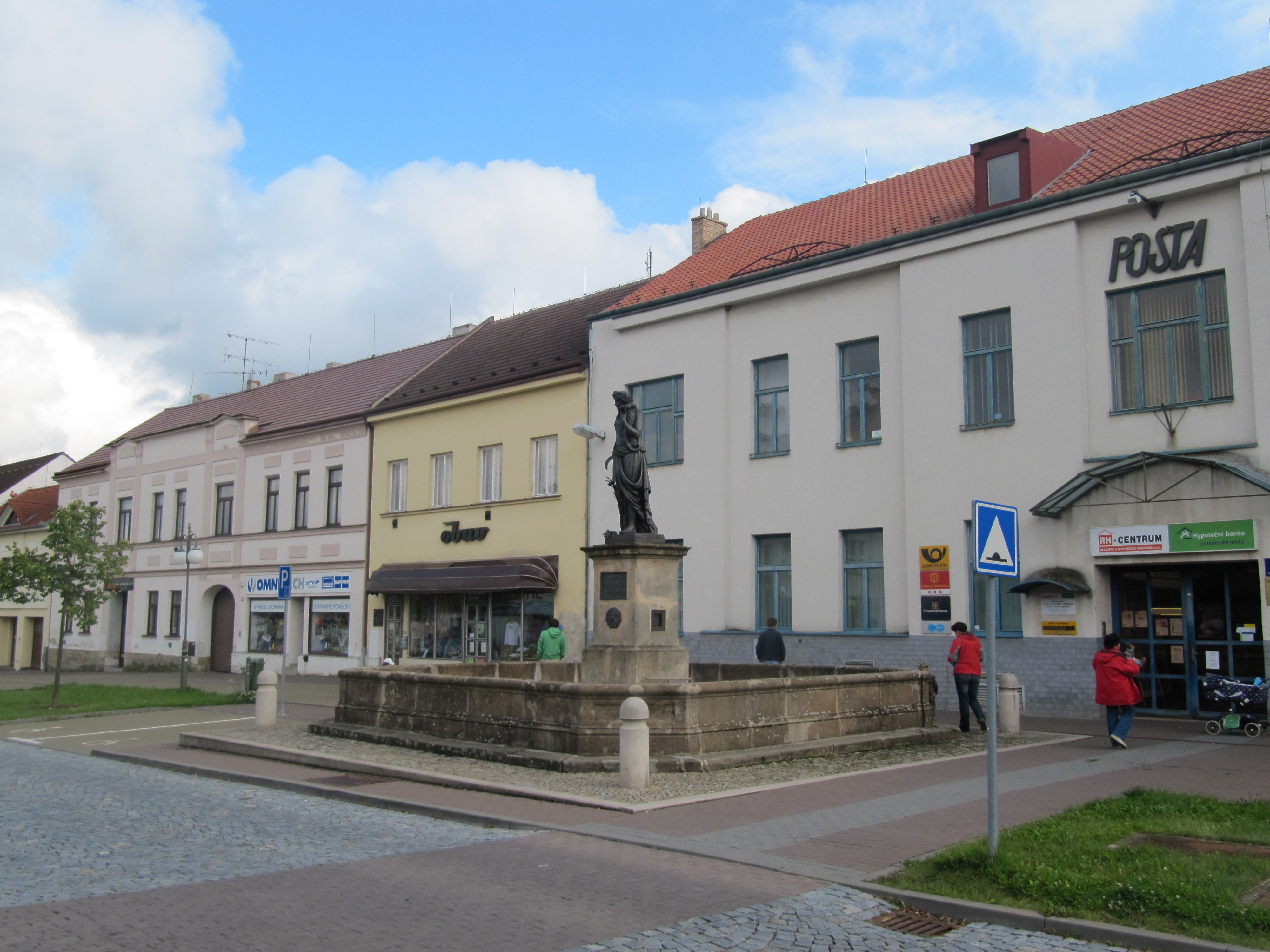
Place de la Fontaine et statue de la déesse Živěna
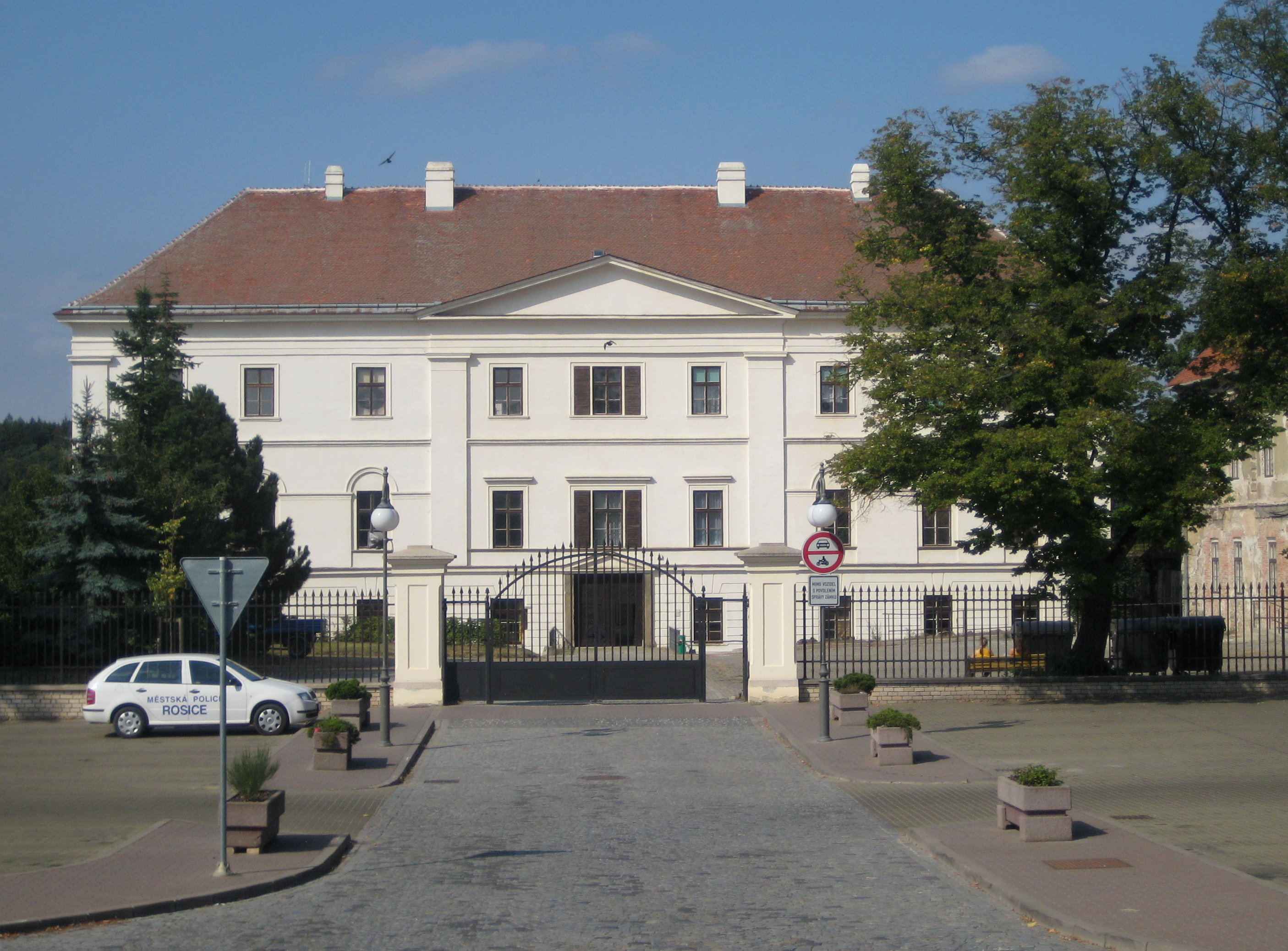
Château
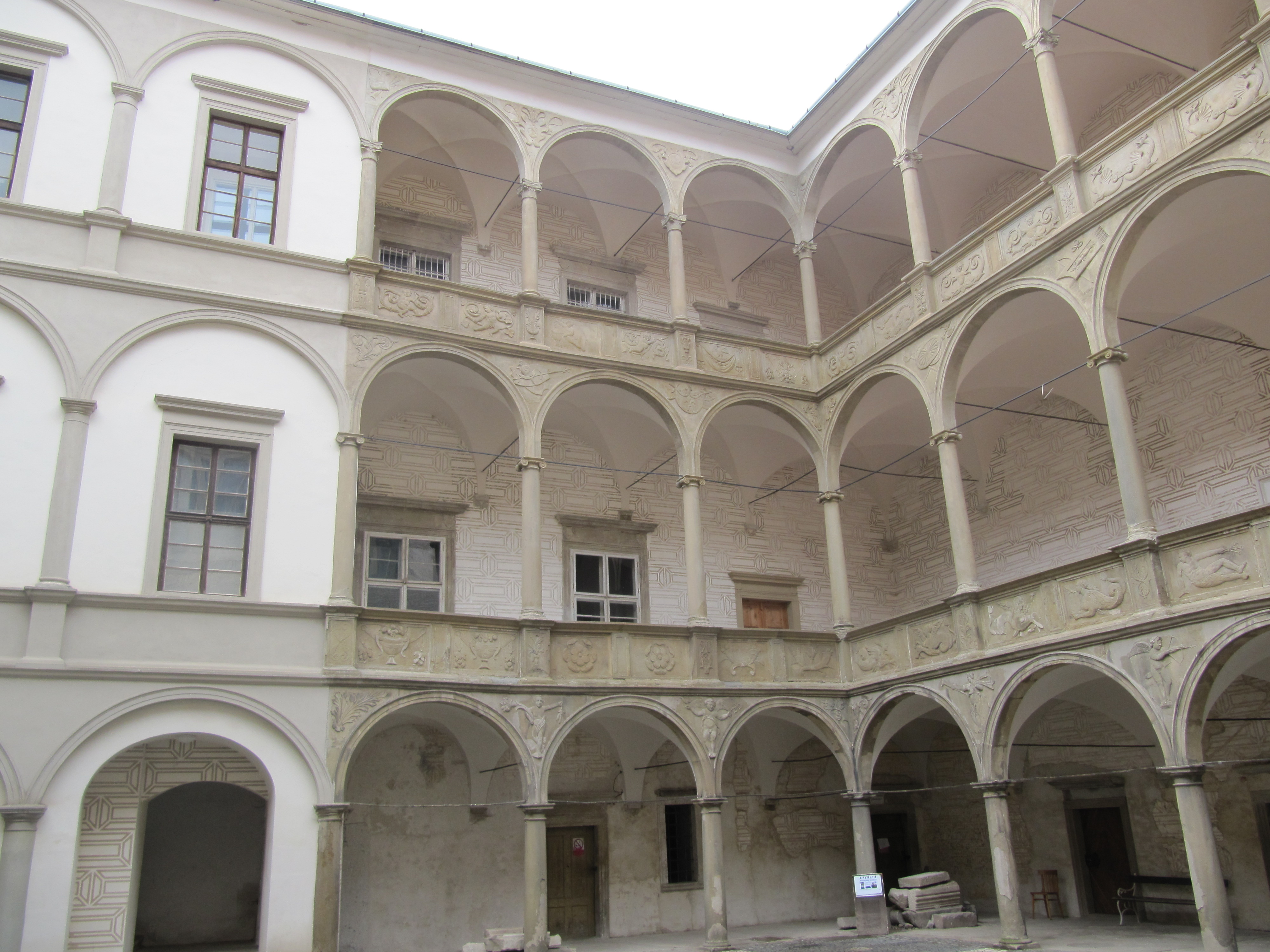
Cour du château
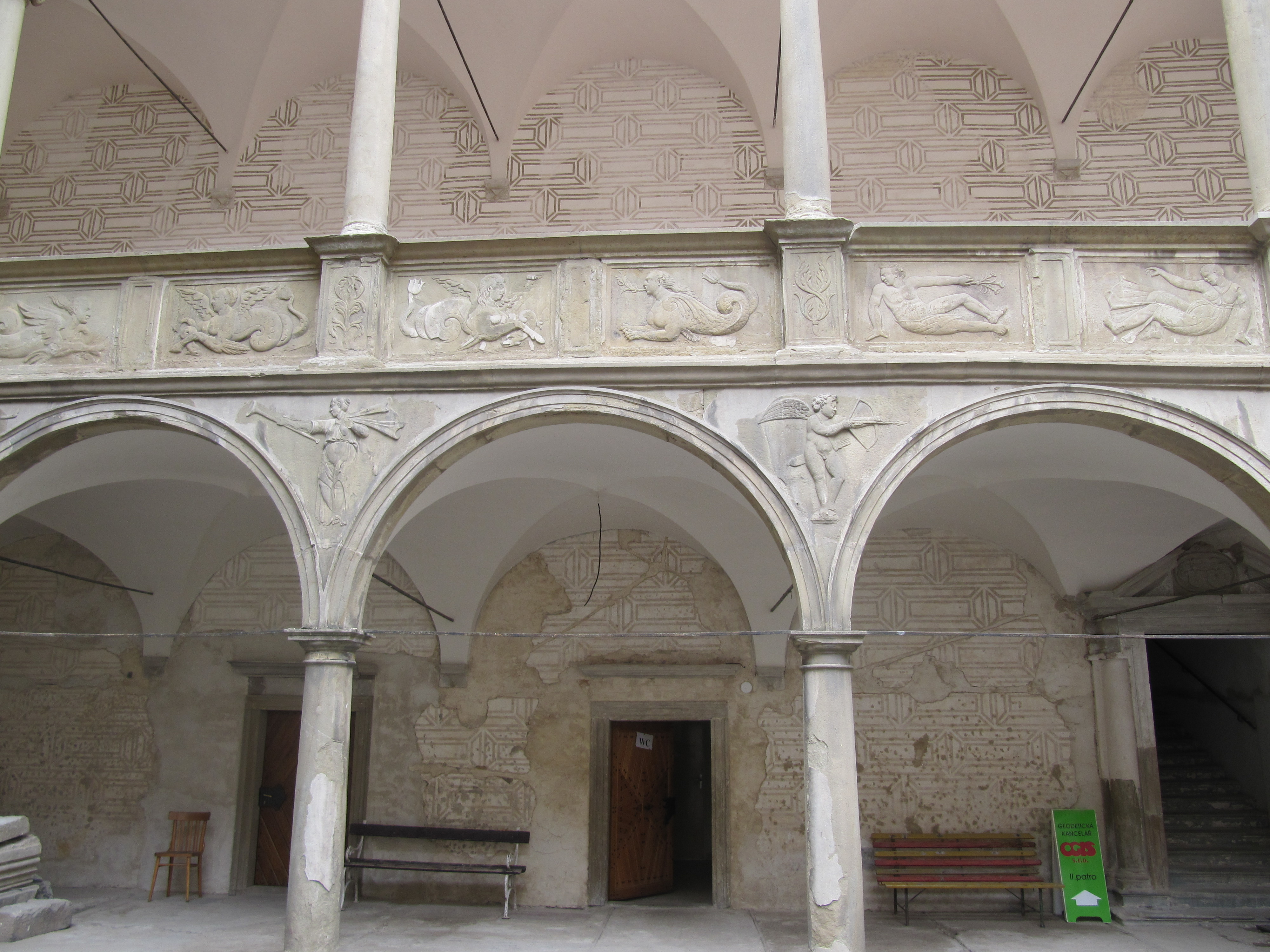
Cour du château : détail
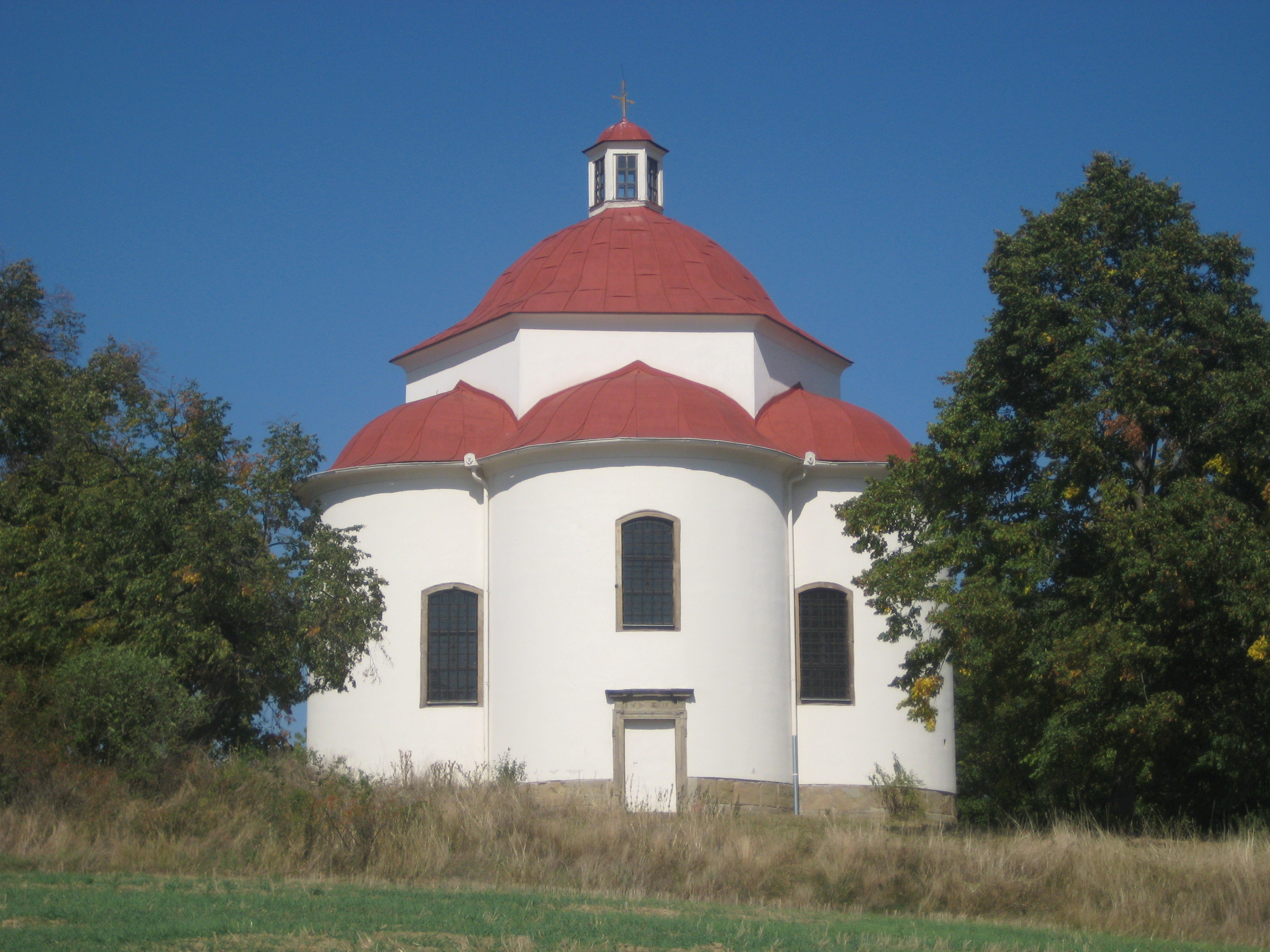
Chapelle de la Sainte-Trinité

## Transports
Par la route, Rosice se trouve à 20 km de Brno et à 196 km de Prague.